# I. Constantius római császár
Flavius Valerius Constantius, általánosan elterjedt néven I. Constantius császár (Dardania, kb. 250. március 31. – Eboracum, 306. július 25.) a Nyugatrómai Birodalom császára volt (305–306). Általában palei Chlorusként emlegetik a források, ezt az állandó jelzőt a bizánci történetíróktól kapta. Ő volt I. Constantinus császár apja és ezáltal a Constantinus-dinasztia valódi alapítója.

## Élete, uralkodása
A Historia Augusta szerint Constantius egy Eutropius nevű nemesember fia volt, aki Dardaniából származott, illetve ugyanezen forrás szerint anyját Claudiának hívták, aki II. Claudius Gothicus és Quintillus császárok unokahúga volt. Azonban a történészek véleménye szerint ezeket a családi kapcsolatokat Constantius unokája, II. Constantinus császár parancsára utólag találták ki, hogy ezáltal a császár családját két előkelőnek tartott felmenőre vezessék vissza. Carus császár uralma idéjén Constantius Dalmatia helytartójaként tevékenykedett, és Carus állítólag fogadott fiának tekintette őt, aki a saját fia, Carinus helyett majd az örökébe lép. Más források szerint Claudia nem unokahúga, hanem leánya II. Claudiusnak, és egy Gordianus nevű emberrel kötött házasságából származott Flavius Eutropius és Eutropia Galeria Valeria is.
293-ban Diocletianus császár létrehozta a tetrarchia intézményét, ami a Római Birodalmat felosztotta egy nyugati és egy keleti részre. Mindkét birodalomrészben egy augustus uralkodott, akit egy caesar segített. Diocletianus lett a keleti rész augustusa, a Galerius volt a keleti rész caesarja. Constantiust 293. március 1-jén nevezték ki a nyugati rész  
caesarjának a nyugati rész augustusa, Maximianus mellé. Constantius ekkor feleségül vette Theodorát, Maximianus fogadott lányát. Hat gyermekük született, de Constantiusnak már volt egy fia, I. Constantinus, az első feleségétől (vagy ágyasától) Helénától, aki valószínűleg a kisázsiai Nicomediából származott.. Constantius ezután megkapta a Gallia és Britannia provinciák, illetve valószínűleg Hispania provincia feletti parancsnokságot is.

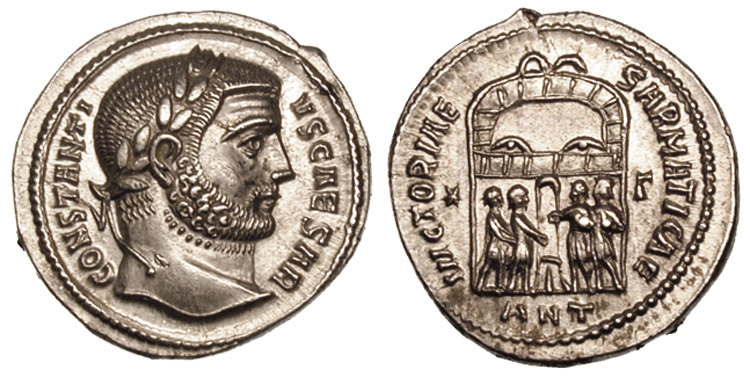
Ennek a Constantius Chlorus uralkodása idején Antiochiában vert ezüst argenteusnak a hátoldalán a tetrarchia uralkodói áldozatot mutatnak be a szarmaták feletti győzelem ünnepén.

293-ban Bononia közelében Constantius legyőzte Carausius erőit, aki Britanniában és Észak-Galliában saját magát császárnak deklarálta 286-ban. Carausiust megölte Allectus, aki a rationalisa volt és aki 296-ig átvette a Britannia feletti parancsnokságot, amikor is Constantius Asclepiodotust küldte oda a sziget elfoglalására. Asclepiodotus a pretoritáriánus gárda vezetője volt. Allectust legyőzték és megölték, a római fennhatóságot pedig helyreállították Britanniában.
296-ban Constantius részt vett az alemannok elleni csatában is Lingones (Langes) városa mellett Galliában. Fogságba került, de hat órán belül kiszabadították a csapatai és legyőzte az ellenséget. A Vindonissa (Windisch, Svájc) melletti csatában újra győzött az alemannok ellen. Ezek a győzelmek megerősítették a rajnai határ védelmét.
Diocletianus és Maximianus társcsászárok Diocletianus megromlott egészségi állapota miatt 305-ben lemondtak a hatalomról és a két addigi caesar, Constantius és Galerius lettek a társcsászárok. Constantius uralkodott a nyugati birodalomban, Galerius pedig keleten. A két új caesar pedig Severus és Maximinus lettek. Constantinus, aki korábban azt remélte, hogy ő kapja az egyik caesari kinevezést, ezután csatlakozott apja Galliában és Britanniában vezetett hadjáratához. Constantius Britanniában halt meg York mellett 306-ban. Végrendeletében a fiát jelölte meg örököseként, aminek következtében a hadserege Constantinust császárrá kiáltotta ki.

## Külső hivatkozások
- DiMaio, Robert, "Constantius I Chlorus (305-306 A.D.)", DIR

| Elődei: Diocletianus és Maximianus | Consul 294 collega: Galerius | Utódai: Nummius Tuscus és Caius Annius Anullinus |

| Elődei: Nummius Tuscus és Caius Annius Anullinus | Consul 296 collega: Diocletianus | Utódai: Maximianus és Galerius |

| Elődei: Diocletianus és Maximianus | Consul 300 collega: Galerius | Utódai: Titus Flavius Postumius Titianus és Virius Nepotianus |

| Elődei: Titus Flavius Postumius Titianus és Virius Nepotianus | Consul 302 collega: Galerius | Utódai: Diocletianus és Maximianus |

| Elődei: Diocletianus és Maximianus | Consul 305 collega: Galerius | Utódai: Galerius és Constantius |

| Elődei: Constantius és Galerius | Consul 306 collega: Galerius | Utódai: Maximianus és I. Constantinus (nyugat) és Severus és Maximinus Daia (nyugat) Galerius és Maximinus Daia (Róma) |

| Előző uralkodó: Maximianus (és Diocletianus keleten) | Római császár 305 (caesar 293-tól)-306 | Következő uralkodó: Flavius Valerius Severus (és Galerius keleten) |